# Petra (film)
Petra is een Spaanse film uit 2018, geregisseerd door Jaime Rosales.

## Verhaal
De identiteit van Petra's vader is haar hele leven verborgen gebleven. Na de dood van haar moeder begint ze aan een zoektocht die leidt naar Jaume, een beroemde kunstenaar. Op weg naar de waarheid komt Petra ook in contact met Lucas, de zoon van Jaume, en Marisa, de vrouw van Jaume en moeder van Lucas. Gaandeweg verstrengelen de verhalen van deze personages zich in een spiraal van kwaad, familiegeheimen en geweld, die hen allemaal tot het uiterste drijft.

## Rolverdeling
| Acteur          | Personage |
| --------------- | --------- |
| Bárbara Lennie  | Petra     |
| Àlex Brendemühl | Lucas     |
| Joan Botey      | Jaume     |
| Marisa Paredes  | Marisa    |
| Petra Martínez  | Julia     |
| Carme Plà       | Teresa    |
| Oriol Pla       | Pau       |
| Chema del Barco | Juanjo    |
| Natalie Madueño | Martha    |

## Ontvangst

### Recensies
Op Rotten Tomatoes geeft 94% van de 16 recensenten de film een positieve recensie, met een gemiddelde score van 8,5/10.

### Prijzen en nominaties
Een selectie:
| Jaar | Prijs                                   | Categorie     | Genomineerde   | Resultaat   |
| ---- | --------------------------------------- | ------------- | -------------- | ----------- |
| 2018 | Europese filmprijzen (31ste uitreiking) | Beste actrice | Bárbara Lennie | Genomineerd |